# Renfe série S-462
Les trois premières unités CIVIA de la série 462 sont commandées le 26 avril 2000 au consortium formé par CAF, Siemens, Adtranz et Alstom, conjointement aux 11 unités de la série 464. C'est la première commande passée dans le cadre du projet tren 2000.

## Conception
Les 462 sont des compositions CIVIA bi-caisses montées sur trois bogies. Comme le reste de la famille, elles sont équipées de moteurs de traction triphasés asynchrones.

## Service
Première livrée, la 462-001 arrive à Séville le 27 février 2004. Elle commence le service commercial sur Séville-Santa Justa-Utrera le 5 mars suivant.